# Kadakol, Shirhatti
Kadakol là một làng thuộc tehsil Shirhatti, huyện Gadag, bang Karnataka, Ấn Độ.